# Mircea Fulger
Mircea Fulger (ur. 26 stycznia 1959 w Hârsești) – były rumuński bokser kategorii lekkopółśredniej. Na letnich igrzyskach olimpijskich w Los Angeles zdobył brązowy medal.